# Тонджинган
Тонджинган (кор. 동진강?, 東津江?) — река на западе Южной Кореи. Протекает по территории провинции Чолла-Пукто и впадает в водохранилище Сэмангым, образованное одноимённой дамбой.
Длина реки составляет 51,08 км (46 км, 51,0 км или 52,4 км), территория её бассейна — 1129,80 км² (1109 или 1397,0).
Бассейн реки имеет континентальный муссонный климат, среднегодовая норма осадков в северной части бассейна составляет около 1300 мм в год. Большая часть осадков выпадает с июля по август. Зимы холодные и сухие, в это время расход воды в реке понижается.
Исток реки находится под горой Нэджансан (хребет Норён). Основными притоками являются Чоныпчхон, Кобучхон и Вонпхёнчхон. В низовьях река протекает по низколежащим равнинам, являющимся важным рисоводческим регионом страны. Верховья реки были соединены туннелями с рекой Сомджинган. Туннели, построенные в 1931 и 1965 гг., используют перепад высот, чтобы отводить воду из Сомджингана в Тонджинган и снабжать водой рисовые поля. Основные рисоводческие районы расположены у городов Кимдже, Пуан и Синтхэин. По состоянию на 2014 год, 18 % бассейна реки занимали горы, 42 % — рисовые поля, 29 % — леса.
Соединение с рекой Сомджинган вызывает миграцию рыб оттуда в Тонджинган.
На низовья реки большое влияние оказала постройка крупнейшей в мире дамбы Сэмангым, соединившей острова Осикто, Пиындо и Кундо. Строительство дамбы длиной 33,9 км началось в 1991 году и закончилось в 2006. В рамках этого проекта дамба отсекла от моря эстуарии рек Тонджинган и Мангёнган, теперь впадающие в озеро Сэмангым. Следующим этапом проекта является осушение земель за дамбой и создания новых сельскохозяйственных, промышленных и жилых территорий. С момента строительства дамбы речная вода попадает в море только через шлюзы в дамбе. Постройка дамбы и осушение земель за ней привело к изменению экосистемы у устья реки. Например, там были замечены такие виды, как Lepomis macrochirus и Micropterus salmoides
Между 2002 и 2009 годами качество воды в реке и озере повышалось. Солёность озера была близка к значениям морской воды.